# Charles Spurgeon
Charles Haddon Spurgeon (ur. 19 czerwca 1834 w Kelvedon, zm. 31 stycznia 1892 w Mentonie) – brytyjski kaznodzieja reformowanych baptystów, teolog, autor pieśni religijnych. Wybitna i wpływowa postać w historii Reformowanych Baptystów. Przez 38 lat był pastorem w New Park Street Chapel (później Metropolitan Tabernacle) w Londynie. W 1867 roku założył organizację charytatywną znaną dziś pod nazwą "Spurgeon's". Jest również założycielem Spurgeon's College, nazwanego jego imieniem pośmiertnie.
Urodził się w rodzinie pastorskiej, jednak nie umiał ułożyć sobie relacji z Bogiem. W wieku 15 lat doznał nawrócenia. W 1851 roku został pastorem w Teversham, by w kwietniu 1854 rozpocząć posługę w New Park Street Chapel w Southwark, największym zborze baptystycznym w ówczesnym Londynie. 7 września 1857 wygłosił kazanie do 23 654 osób w Kryształowym Pałacu w Londynie. Napisał wiele kazań, które były czytane przez chrześcijan różnych wyznań. W 1887 Spurgeon wycofał się wraz ze swoim zborem z Unii Baptystycznej Wielkiej Brytanii w związku ze sporem, jaki wynikł wokół teorii źródeł i teorii ewolucji, których był przeciwnikiem. Zmarł z powodu nękających go łącznie reumatyzmu, artretyzmu i zapalenia kłębuszków nerkowych.